# Alfa Romeo 177

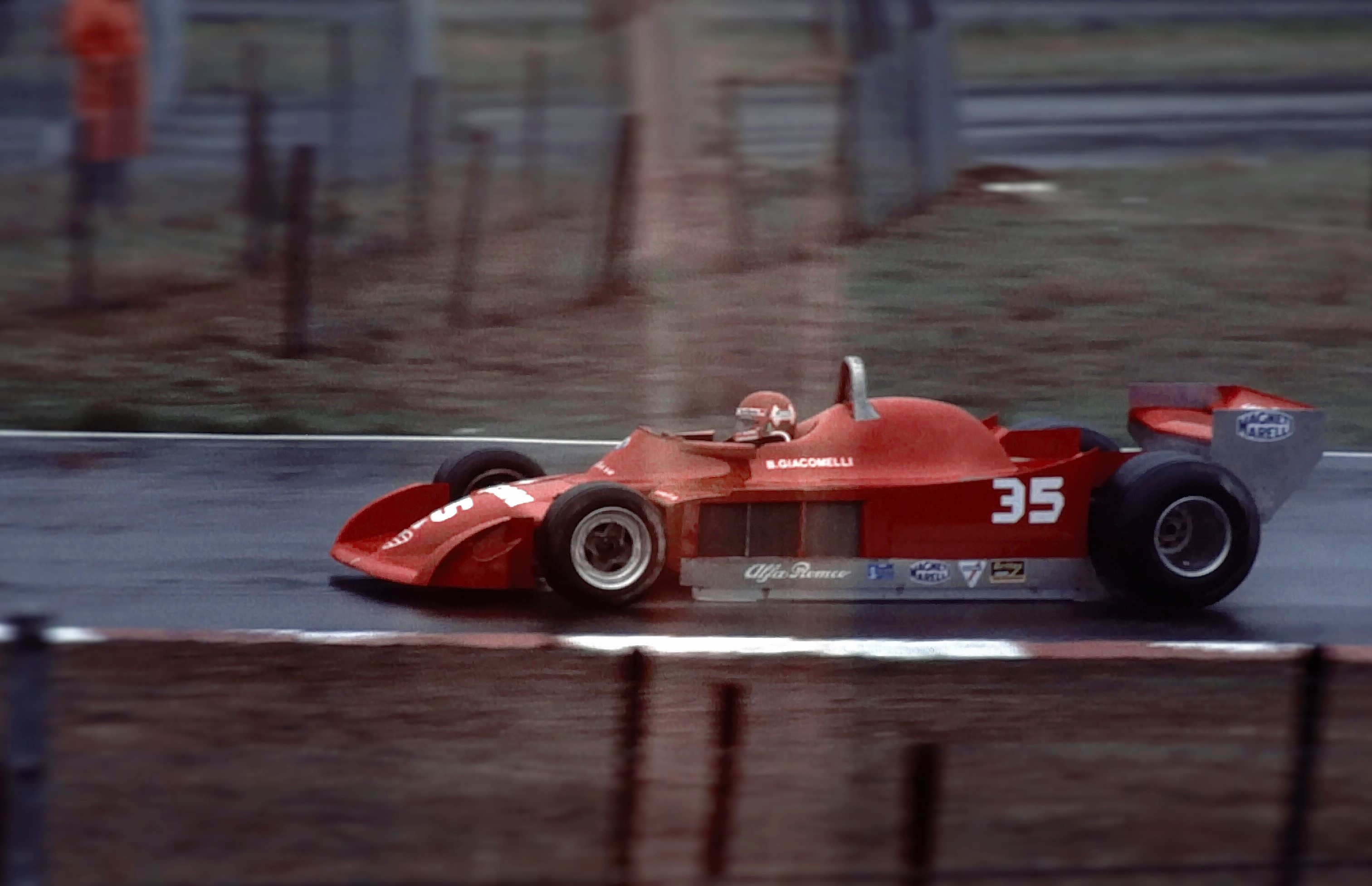
Bruno Giacomelli conduciendo el 177 en Zolder.

El Alfa Romeo 177 fue un coche de Fórmula 1 utilizado por el equipo Alfa Romeo en la temporada 1979 de Fórmula 1, haciendo su debut en el Gran Premio de Bélgica de 1979. El nombre del coche derivaba del hecho de que su diseño se empezó a realizar en el año 1977. El 177 marcó el regreso de Alfa Romeo a Fórmula 1 28 años después de ganar los títulos del mundial de pilotos de 1950 y 1951.
El coche fue construido por el departamento de competición de Alfa Romeo Autodelta, que utilizaba un motor Alfa Romeo flat-12 diseñado por Carlo Chiti que había sido usado previamente en los deportivos Alfa Romeo 33TT12 y el 33SC12. En la temporada 1976 de Fórmula 1 este motor se usaba en la escudería Brabham hasta la 1979. Bruno Giacomelli había ganado el campeonato de Fórmula 2 Europea en un coche March y fue contratado pues para pilotar el nuevo Alfa Romeo 177; el uso este coche en el Gran Premio de Bélgica de 1979 y el Gran Premio de Francia de 1979. 
El Alfa Romeo 179 con un nuevo V12 estuvo listo para el Gran Premio de Italia de 1979 en Monza, por lo que Giacomelli piloto el nuevo coche y el 177 fue pilotado en ese Gran Premio por Vittorio Brambilla. Ambos pilotaron el 179 en carreras posteriores.

## Resultados

### Fórmula 1
(Clave) (negrita indica pole position) (cursiva indica vuelta rápida)

| Año     | Motor      | Neu. | Pilotos            | 1   | 2   | 3   | 4   | 5   | 6   | 7   | 8   | 9   | 10  | 11  | 12  | 13  | 14  | 15  | Puntos | Pos. |
| ------- | ---------- | ---- | ------------------ | --- | --- | --- | --- | --- | --- | --- | --- | --- | --- | --- | --- | --- | --- | --- | ------ | ---- |
| 1979    | 115-12 F12 | G    |                    | ARG | BRA | RSA | USA | ESP | BEL | MON | FRA | GBR | GER | AUT | NED | ITA | CAN | USA | 0      | NC   |
| 1979    | 115-12 F12 | G    | Bruno Giacomelli   |     |     |     |     |     | Ret |     | 17  |     |     |     |     |     |     |     | 0      | NC   |
| 1979    | 115-12 F12 | G    | Vittorio Brambilla |     |     |     |     |     |     |     |     |     |     |     |     | 12  |     |     | 0      | NC   |
| Fuente: |            |      |                    |     |     |     |     |     |     |     |     |     |     |     |     |     |     |     |        |      |